# Nikołaj Nieustrojew
Nikołaj Dienisowicz Nieustrojew, ros. Николай Денисович Неустроев (ur. 3 grudnia?/15 grudnia 1895 w IV Wajagantajskim naslegu, zm. 21 lipca 1929 w Jakucku) – jakucki radziecki pisarz, dziennikarz i dramaturg, jeden z pierwszych twórców literatury jakuckiej obok Aniempodista Sofronowa (Ałampy) oraz Aleksieja Kułakowskiego.

## Życiorys
W latach 1910–1913 uczył się w czteroklasowej szkole w Jakucku, jednak nie ukończył jej i w kolejnych latach uzupełniał wiedzę jedynie we własnym zakresie. Zajmował się również literaturą: w 1915 napisał swoje pierwsze opowiadanie pt. Dikaja żyzn' (w języku rosyjskim); utwór został wydrukowany w 1917 w piśmie Sibirskije zapiski. W 1919 został wybrany do obejmującego osadę (nasleg) i gminę komitetu rewolucyjnego, zaś od 1922 do 1924 pracował w charakterze nauczyciela.
W 1925 był delegatem na IV Wszechjakucki Zjazd Rad, zaś od 1925 do 1926 był sekretarzem odpowiedzialnym w redakcji pisma „Choziajstwo Jakutii”. W tym też okresie zajął się pisaniem dramatów, a jego twórczość odegrała znaczącą rolę w procesie powstawania jakuckiego teatru i dramatu. Datę 17 października 1925, gdy wystawiono jego komedię Zły duch (Куһаҕан тыын), uważa się za moment powstania teatru akademickiego Jakucji (Sacha) im. P. Ołunskiego. Nieustrojew jako pierwszy z jakuckich twórców pisał komedie. Za wzór dla rodzącej się literatury Jakutów uważał literaturę rosyjską. 
W 1927 został skierowany na naukę w Instytucie Literacko-Artystycznym im. Briusowa w Moskwie, jednak z powodu słabego zdrowia nie był w stanie ukończyć studiów. Dwa lata później zmarł i został pochowany w sąsiedztwie cerkwi św. Mikołaja w Jakucku. W Jakucku istnieje ulica jego imienia. Część twórczości Nieustrojewa nie była publikowana w Związku Radzieckim, a całość jego dorobku wydano dopiero w 1995 z okazji setnej rocznicy urodzin pisarza.